# Sélune
Die Sélune ist ein Fluss in Frankreich, der im Département Manche in der Region Normandie verläuft. Sie entspringt Regionalen Naturpark Normandie-Maine, im Gemeindegebiet von Saint-Cyr-du-Bailleul. Die Sélune entwässert generell in westlicher Richtung und mündet nach rund 85 Kilometern nordwestlich von Pontaubault, in der Bucht des Mont-Saint-Michel, in den Ärmelkanal.
Im Wattgebiet, das eigentlich nicht mehr zum Flusslauf gezählt wird, vereinigt sie sich noch mit dem Fluss Sée und bildet den Chenal des Fleuves Sée et Sélune, der nur bei Niedrigwasser zu sehen ist.

## Orte am Fluss
- Saint-Cyr-du-Bailleul
- Barenton
- Saint-Hilaire-du-Harcouët
- Ducey
- Pontaubault